# Championnat d'Australie de football 2008-2009
Navigation
Saison précédente Saison suivante
La saison 2008-2009 du Championnat d'Australie de football est la 33e édition du championnat de première division en Australie et la 4e édition  sous l'appellation A-League. 
La A-League regroupe sept clubs du pays (plus une formation néo-zélandaise, les Wellington Phoenix) au sein d'une poule unique, où ils s'affrontent trois fois au cours de la saison. À la fin de la compétition, les quatre premiers du classement disputent la phase finale pour le titre. Le championnat fonctionne avec un système de franchises, comme en Nouvelle-Zélande ou en Major League Soccer ; il n'y a donc ni promotion, ni relégation en fin de saison.
Après avoir terminé la saison régulière en tête du classement, c'est le club de Melbourne Victory qui remporte la compétition après avoir battu lors de la finale nationale le club d'Adelaide United. C'est le 2e titre de champion d'Australie de l'histoire du club, après celui obtenu en 2007. Le club se qualifie pour la prochaine Ligue des champions de l'AFC 2010, tout comme Adelaide United, finaliste malheureux et deuxième du classement à l'issue de la saison régulière.

## Les 8 clubs participants
| Club                          | Ville      | Etat                   | Entraîneur      | Stade                   | Capacité |
| ----------------------------- | ---------- | ---------------------- | --------------- | ----------------------- | -------- |
| Adélaïde United Football Club | Adélaïde   | Australie-Méridionale  | Aurelio Vidmar  | Hindmarsh Stadium       | 17 000   |
| Central Coast Mariners FC     | Gosford    | Nouvelle-Galles du Sud | Lawrie McKinna  | Central Coast Stadium   | 20 119   |
| Melbourne Victory             | Melbourne  | Victoria               | Ernie Merrick   | Etihad Stadium          | 53 359   |
| Newcastle United Jets FC      | Newcastle  | Nouvelle-Galles du Sud | Gary van Egmond | EnergyAustralia Stadium | 26 164   |
| Perth Glory                   | Perth      | Australie-Occidentale  | David Mitchell  | Perth Oval              | 20 500   |
| Queensland Roar FC            | Brisbane   | Queensland             | Frank Farina    | Suncorp Stadium         | 52 500   |
| Sydney FC                     | Sydney     | Nouvelle-Galles du Sud | John Kosmina    | Sydney Football Stadium | 45 500   |
| Wellington Phoenix            | Wellington | Nouvelle-Zélande       | Ricki Herbert   | Westpac Stadium         | 36 000   |

## Compétition

### Première phase
Le barème utilisé pour établir le classement est le suivant :
- Victoire : 3 points
- Match nul : 1 point
- Défaite : 0 point

| Rang | Équipe                        | Pts | J  | G  | N | P  | Bp | Bc | Diff |
| ---- | ----------------------------- | --- | -- | -- | - | -- | -- | -- | ---- |
| 1    | Melbourne Victory             | 38  | 21 | 12 | 2 | 7  | 39 | 27 | +12  |
| 2    | Adélaïde United Football Club | 38  | 21 | 11 | 5 | 5  | 31 | 19 | +12  |
| 3    | Queensland Roar FC            | 36  | 21 | 10 | 6 | 5  | 36 | 25 | +11  |
| 4    | Central Coast Mariners FC     | 28  | 21 | 7  | 7 | 7  | 35 | 32 | +3   |
| 5    | Sydney FC                     | 26  | 21 | 7  | 5 | 9  | 33 | 32 | +1   |
| 6    | Wellington Phoenix            | 26  | 21 | 7  | 5 | 9  | 23 | 31 | -8   |
| 7    | Perth Glory                   | 22  | 21 | 6  | 4 | 11 | 31 | 44 | -13  |
| 8    | Newcastle United Jets FC T    | 18  | 21 | 4  | 6 | 11 | 21 | 39 | -18  |

|  | Qualification pour la Ligue des champions 2010 et la phase finale |
|  | Qualification pour la phase finale                                |
|  | T : Tenant du titre                                               |

### Phase finale

#### Premier tour
| Équipe 1          | Résultat | Équipe 2                  | Aller | Retour |
| ----------------- | -------- | ------------------------- | ----- | ------ |
| Melbourne Victory | 6 - 0    | Adelaide United           | 2 - 0 | 4 - 0  |
| Queensland Roar   | 4 - 1    | Central Coast Mariners FC | 2 - 0 | 2 - 1  |

#### Demi-finales
| Équipe 1        | Résultat | Équipe 2        |
| --------------- | -------- | --------------- |
| Adelaide United | 1 - 0    | Queensland Roar |

#### Finale
| Équipe 1          | Résultat | Équipe 2        |
| ----------------- | -------- | --------------- |
| Melbourne Victory | 1 - 0    | Adelaide United |

## Bilan de la saison
| Championnat d'Australie de football 2008-2009                        |                              |
| Champion                                                             | Melbourne Victory (2e titre) |
| Qualifications continentales                                         |                              |
| Ligue des champions de l'AFC 2010                                    | Melbourne Victory            |
| Ligue des champions de l'AFC 2010                                    | Adelaide United              |
| Promotions et relégations                                            |                              |
| Promus en Championnat d'Australie de football                        | Aucun                        |
| Relégués en Championnat d'Australie de football de deuxième division | Aucun                        |

## Statistiques

### Meilleurs buteurs
| Rang | Buteurs           | Clubs                     | Nb de Buts |
| ---- | ----------------- | ------------------------- | ---------- |
| 1    | Shane Smeltz      | Wellington Phoenix        | 12         |
| 2    | Matt Simon        | Central Coast Mariners FC | 11         |
| 2    | Daniel Allsopp    | Melbourne Victory         | 11         |
| 2    | Sergio van Dijk   | Queensland Roar FC        | 11         |
| 3    | Eugene Dadi       | Perth Glory               | 10         |
| 3    | Nikita Rukavytsya | Perth Glory               | 10         |
| 4    | Archie Thompson   | Melbourne Victory         | 8          |
| 4    | Cristiano         | Adélaïde United           | 8          |

### Meilleurs joueur, espoir, gardien et entraîneur
| Meilleur joueur | Meilleur joueur    | Meilleur espoir | Meilleur espoir | Meilleur gardien | Meilleur gardien | Meilleur entraîneur | Meilleur entraîneur |
| --------------- | ------------------ | --------------- | --------------- | ---------------- | ---------------- | ------------------- | ------------------- |
| Shane Smeltz    | Wellington Phoenix | Scott Jamieson  | Adélaïde United | Eugene Galeković | Adélaïde United  | Aurelio Vidmar      | Adélaïde United     |